# 青野りえ
青野 りえ（あおの りえ、11月17日 - ）は、日本の歌手、シンガーソングライター、ヴォイストレーナー。富山県氷見市出身。

## 略歴
1996年、亀渕友香率いるゴスペルグループThe Voices of Japan（VOJA）に加入し、東芝EMIより発売のアルバム2枚に参加。和田アキ子や平井堅との共演をはじめ多数のライブ・TV・CMに出演。VOJA卒業後ソロ活動を開始し、1999年、アコーディオニストのcobaプロデュースの舞台「テクノキャバレー」で、木の実ナナ・中村有志・戸川純らと共演。
2007年、シティ・ポップユニット「aoyama」としてアルバム『月を読む』リリース。
2008年より、沖井礼二（TWEEDEES、ex-Cymbals）ソロプロジェクトFROGにゲストヴォーカルとして参加。
2013年より青野りえ&hums、2014年よりfeeloopsのヴォーカルとしても活動中。
これまで担当した主なCMとして、資生堂、日本マクドナルド、花王、ユニクロ、日立、大塚製薬、ロッテ、中部電力、三菱マテリアルなどがある。
その他、コナミデジタルエンタテインメントの音楽ゲーム『beatmania』『pop’n music』の楽曲の作詞と歌唱を担当している。
また、音楽専門学校で講師を務めるなどヴォイストレーナーとしての活動も行っている。

## ディスコグラフィ

### 青野りえ
- 《アルバム》「PASTORAL」（2017年10月18日 VIVID SOUND）[10]
- 《アルバム》「Rain or Shine」（2022年3月16日 FLY HIGH RECORDS）[10]

### aoyama
- 《アルバム》「月を読む」（2007年10月20日 mona records）[4][10]

### 青野りえ&hums
- 《アルバム》「one」（2015年12月2日 aonote）[2][6]
- 《シングル》「mani mani (early summer ver.)」（2016年3月2日 aonote）

### feeloops
- 《シングル》「思い出ルビー」（2015年10月31日 aonote）[7]
- 《アルバム》「After Five」（2015年12月10日 aonote）

### FROG（沖井礼二）
- 《アルバム》「Example」 （2008年8月6日 日本コロムビア）M-2,3,5,7,8,9,10,11歌唱。[5][10]
- 《アルバム》「Caricature」 （2009年6月24日 日本コロムビア）M-1,6,8,9,10歌唱。

### その他参加作品
- 《アルバム》「VOJA」亀渕友香＆VOJA（1996年 東芝EMI）Vo.Cho.歌唱。
- 《アルバム》「E-Wah-OH」亀渕友香＆VOJA（1997年 東芝EMI）Vo.Cho.歌唱。
- 《アルバム》benzo「benzoの場合」（1998年 日本クラウン）Cho.歌唱。
- 《アルバム》コンピレーション「EIGHT GIRLS」（2003年 JLA）J-WAVEの番組企画にて、Rie Hanumahnとして『なないろ』作詞および歌唱。
- 《アルバム》コンピレーション「お気に入りのうた」（2008年 徳間ジャパン）歌唱。
- 《アルバム》コンピレーション「TOKYO"BOSSA"STORY」（2008年 ジェネオン・エンタテインメント）歌唱。
- 《アルバム》コンピレーション「TOKYO BOSSA NOVA～pol-do-sol～」（2008年 Happiness Records）作詞および歌唱。
- 《DVD》マキタスポーツ「オトネタ」（2010年 CURIOUSCOPE）Cho.歌唱。
- 《DVD》ベネッセこどもちゃれんじ/ほっぷ 2011年12月号｢あなたの木｣歌唱。
- 《アルバム》wac（脇田潤）「音楽」（2012年2月15日 コナミデジタルエンタテインメント）『garden』作詞および歌唱。[11]
- 《アルバム》マキタスポーツ「推定無罪」（2013年 ビクターエンタテインメント）Cho.歌唱。

## TV・ライブ出演
- 《TV》NHK「紅白歌合戦」（1996年）VOJAのメンバーとして和田アキ子のバックコーラス出演。[3]
- 《ライブ》サウンズ・オブ・ブラックネス（1996年 東京厚生年金会館）VOJAのメンバーとして出演。
- 《TV》日本テレビ「THE夜もヒッパレ」（1997年）VOJAのメンバーとして出演。
- 《舞台》「テクノキャバレー」（1999年 新潟フェイズ）出演。
- 《舞台》「テクノキャバレー2」(2000年 お台場TLG）出演。
- 《TV》テレビ朝日BS番組内「はみがきのうた」（2002年）歌唱。
- 《TV》日本テレビ「汐留スタイル」（2003年）出演。
- 《ライブ》ギャランティーク和恵 リサイタル'07「青山通り BEAUTIFUL NIGHT」（2007年11月18日 CAY）Cho.出演。
- 《ライブ》FROG「FROG ADDICTIONツアー」（2009年 東京、大阪、名古屋）Vo.出演。
- 《ライブ》マキタスポーツ「オトネタ」（2010年 銀座博品館劇場）Cho.出演。
- 《TV》TBS『中居正広の金曜日のスマたちへ』（2012年）マキタスポーツ Cho.出演。
- 《ライブ》マキタスポーツ「レコ発ツアーファイナル」（2013年 新宿LOFT）Cho.出演。
- 《ライブ》マキタスポーツ（清水ミチコの「ババとロック」in 日本武道館 2013年）Cho.出演。
- 《ライブ》U-KISS「Christmas Party 2014」（2014年 豊洲PIT）Cho.出演。

## CM
- 江崎グリコ「プッチンプリン」（1997年）出演および歌唱。
- ロッテ「キシリッシュ」（2001年）歌唱。
- 日立「Beat Wash」（2005年）歌唱。
- 花王「エコナ味わい爽味」（2006年）歌唱。
- 日本マクドナルド「焙煎ごまえびフィレオ」（2007年）歌唱。
- 中部電力「エコキュート」（2008年）歌唱。
- 三菱マテリアル/MJC三菱ジュエリーコレクション「DIAMONDS」（2008年）歌唱。[12]
- 資生堂「ザ・コラーゲン」（2012年）ナレーション。
- SFAジャパン「TVCM」（2013年）歌唱。
- 大塚製薬「ポカリスエット」（2015年）ナレーション。[13]

## ゲーム音楽
- 「beatmaniaIIDX 12　HAPPY SKY original soundtrack」（2005年 コナミ）『garden』作詞および歌唱。[8]
- 「pop'n music 16 PARTY♪ original soundtrack」（2008年 コナミ）『runnin' away』歌唱。
- 「beatmaniaIIDX 15 DJ TROOPERS original soundtrack」（2008年 コナミ）『oratio』歌唱。(蓑舞衆)

## その他
- 学生時代に所属していた音楽サークル・早稲田大学MMT出身のミュージシャンとの交流・共演が多く、同期には土岐麻子、脇田潤、先輩に沖井礼二、八橋義幸、西野千菜美、後輩に土屋礼央、常盤ゆう、森野誠一（risette、マキタ学級）がいる。[8][6][14][15]